# Antonio Johnson
Antonio Rico Johnson (* 8. prosince 1984, Greenville, Mississippi, USA) je bývalý hráč amerického fotbalu, který nastupoval na pozici Nose tackla v National Football League. Byl draftován týmem Tennessee Titans v roce 2007 v pátém kole Draftu NFL, předtím hrál univerzitní fotbal za Mississippi State University.

## Univerzitní fotbal
Johnson hrál dva roky na pozici Defensive tackla za Mississippi Delta Community College, poté přestoupil na Mississippi State University, kde hrál v letech 2003-6.

## Profesionální kariéra

### Tennessee Titans
Antonio Johnson byl draftován v pátém kole Draftu NFL 2007 na 152. místě týmem Tennessee Titans a dostal číslo 96. 1. srpna 2007 si v přípravném kempu přetrhl přední zkřížený vaz v koleni a nováčkovská sezóna tím pro něj skončila. Prvních devět týdnů v sezóně 2008 strávil v rezervním týmu a poté 4. listopadu podepisuje smlouvu s Indianapolis Colts.

### Indianapolis Colts
U Colts dostává číslo 99 a okamžitě se stává členem základní sestavy na pozici levého Defensive tackla a nastupuje do osmi zápasů, z toho čtyřikrát jako startující hráč. V sezóně 2009 si připisuje patnáct utkání (pokaždé jako startující hráč), ve kterých zaznamená 34 tacklů (11 asistovaných) a jeden sack. Velmi podobné statistiky zaznamenává také v sezónách 2010 a 2011, od roku 2012 se změnou obranného rozestavení Colts na 3-4 přechází na pozici Nose tackla a ve čtrnácti zápasech si připíše 26 tacklů (7 asistovaných).

### Návrat do Tennessee Titans
13. května 2013 se Johnson vrací do svého původního klubu Tennessee Titans.

### New England Patriots
31. prosince 2014 Johnson podepsal kontrakt s New England Patriots jako hráč pro rezervu, ale již 27. srpna 2015 byl propuštěn.